# Флумери
Флу̀мери (на италиански: Flumeri; на неаполитански: Flummer, Флумъръ) е малко градче и община в Южна Италия, провинция Авелино, регион Кампания. Разположено е на 638 m надморска височина. Населението на общината е 3100 души (към 2010 г.).